# 大統領
大統領（だいとうりょう、英: President）は、共和制国家における元首の通称の一つである。
国家によっては、共和国大統領（きょうわこくだいとうりょう）や連邦大統領（れんぽうだいとうりょう）などの正式名称がある。また、合議体の議長や政府の長の呼称として用いられることもある。
多くの場合大統領選挙によって選出されるため、大統領を務める人物が満期を迎えた時には再び選挙を行い選出するが、在任中に職務停止あるいは辞職・死亡した場合にはその間の代理元首として大統領代行が就任されるようになっている。

## 「president」の語源
英語の「president」は、ラテン語の動詞で「前に座る」「主宰する」などを意味していた「praesidere」に由来している。元来は「司会者」「議長」の意味で用いられていたが、その後、大学の学長や会社の社長など、様々な組織や団体の長の役職名として用いられるようになった。
アメリカ合衆国の建国時に、国家元首の呼称として権威的な響きのない語を求めて初めて採用され、後に生まれた諸共和国においてもアメリカ合衆国に倣って、これと同系統の自国語を国家元首の呼称に採用した。

## 「大統領」の語源
国家元首たる「president」の訳語としての「大統領」という言葉は、江戸時代幕末に「President of the United States of America（アメリカ合衆国大統領）」の訳語として「偉大な統領」という意味合いで考案され用いられ始めたとされている。語源として一説に当初「国王」と訳そうとしたが異論があったため「棟梁（『かしら』の意）」を準用して「大統領」としたという。公式文書としては、「日米和親条約」では「合衆國主」とされていたものの、「日米修好通商条約」では「亞米利加合衆國大統領」として用いられたのを初めとして、以後日本では国家元首たる「president」の訳語として「大統領」という言葉が用いられている。現在「大統領」という言葉を使用しているのは日本と大韓民国である。同じく漢字文化圏の中華人民共和国、中華民国、ベトナムでは「総統」ないし「大総統」という訳語を用いている。

## 各国の制度
大統領制
大統領が議会に対して依存せずに、行政の任を負う体制。アメリカ合衆国、大韓民国など。このような体制を取る国では内閣がないこともある。
象徴・儀礼的な役目のみの大統領
大統領は象徴、儀礼的な役目を果たすのみで、実際の行政は議会が選出した首相が行っている場合は議院内閣制に分類される。ドイツ、イタリア、イスラエル、インドなど。
半大統領制
儀礼的な役目だけではなく実質的な権限を持った大統領と、立法府に責任を負う行政府（内閣）の長たる首相と、双方が存在し、共に行政の機能を有する体制。フランス、ロシアなど。
主席制
社会主義国家の元首職。中華人民共和国や金日成在世中の朝鮮民主主義人民共和国、ベトナム社会主義共和国、ラオス人民民主共和国で国家主席制を採用しており、上記4か国の政府は、国家主席の英語での表記としてPresidentを使用している。中国の場合、この4か国とキューバの元首を国家主席と表記するものの、その他の共和制国家の元首は総統と表記している。ただし、国家主席にせよ総統にせよ、いずれも英語での表記はPresidentである。ベトナムではかつて漢字を使用していたため、元首職の漢字表記として主席を充てる（クオックグー表記はChủ tịch）。なお、ベトナムおよびラオスのPresidentについて、日本では「大統領」と訳す場合もあるが、日本の外務省は「国家主席」と訳している。中華人民共和国主席は儀礼的・象徴的な意味合いが強い名誉職的な地位であり、政治的な実権は中国共産党総書記・党軍事委員会主席が握っていた。現行の中華人民共和国憲法には国家元首の規定がなく、外交慣例上、国家主席は元首と同様の待遇を受けている。
中華民国の場合
中国語ではPresidentを総統と翻訳表記し、中華民国の元首も総統と表記される。日本においても、中華民国総統に関しては大統領ではなく、慣例的に中国語表記の総統を用いている。ただし、日本が中華民国を承認していた1975年以前の外交文書では、大統領と表記していた事例もある。中華民国総統は、1996年以前が寡頭政治の元首、1996年以後が民主政治の元首である。
アラブ首長国連邦の場合
同国では行政中心地である各首都の名を冠した首長国（世襲制）による連邦制（国家連合制）をとっているが、憲法規定により国家元首として大統領の称号を用いる。また首相の兼務役として副大統領も置かれている。なお、同国は世襲制による絶対君主国であり、憲法規定上では通常最高意思決定機関である連邦最高評議会 (FSC) より選出されるところ、近年においてはアブダビ首長のナヒヤーン家から大統領、ドバイ首長のマクトゥーム家から副大統領がそれぞれ選出されるのが慣例化されている状況にある。
行政の長でありながら国家元首ではない大統領
イランの大統領（イラン）は、国家元首としての権能は持たず、単に行政の長としての役割のみであり、アメリカのような軍隊の指揮権は無い。元首・政府の長・軍隊の最高指揮権は宗教上のトップであるイランの最高指導者が持つため、大統領は事実上、超然主義の首相のような役割である。ただ、最高指導者は宗教上の地位であるため、対外的に国家を代表する場合には大統領がその機能を果たしている。
国家元首である合議体の代表としての大統領
スイスにおける連邦参事会の議長やボスニア・ヘルツェゴビナにおける大統領評議会の議長も大統領と呼ばれるが、合議体である連邦参事会や大統領評議会が国家元首であり、両国の大統領は国家元首ではない。

## 現在の主な大統領一覧
| 名                                     | 画像 | 国           | 齢   | 就任           | 政党                  |
| -------------------------------------- | ---- | ------------ | ---- | -------------- | --------------------- |
| ドナルド・トランプ                     |      | アメリカ     | 79歳 | 2025年1月20日  | 共和党                |
| ハビエル・ミレイ                       |      | アルゼンチン | 54歳 | 2023年12月10日 | リバタリアン党        |
| ウラジーミル・プーチン                 |      | ロシア       | 72歳 | 2012年5月7日   | 統一ロシア            |
| エマニュエル・マクロン                 |      | フランス     | 47歳 | 2017年5月14日  | 再生                  |
| F・シュタインマイアー                  |      | ドイツ       | 69歳 | 2017年3月19日  | ドイツ社会民主党      |
| セルジョ・マッタレッラ                 |      | イタリア     | 84歳 | 2015年2月3日   | 無所属                |
| ルイス・イナシオ・ルーラ・ダ・シルヴァ |      | ブラジル     | 79歳 | 2023年1月1日   | 労働者党              |
| クラウディア・シェインバウム           |      | メキシコ     | 63歳 | 2024年10月1日  | 国民再生運動 (MORENA) |
| ドラウパディ・ムルム                   |      | インド       | 67歳 | 2022年7月25日  | インド人民党          |
| 李在明                                 |      | 韓国         | 61歳 | 2025年6月4日   | 共に民主党            |
| ボンボン・マルコス                     |      | フィリピン   | 67歳 | 2022年6月30日  | PFPフィリピン連邦党   |
| ターマン・シャンムガラトナム           |      | シンガポール | 68歳 | 2023年9月14日  | 無所属                |
| プラボウォ・スビアント                 |      | インドネシア | 73歳 | 2024年10月20日 | グリンドラ党          |

## 現在の社会主義国の国家元首一覧
| 名                       | 画像                           | 国       | 齢   | 就任           | 政党             | 政党の役職                       |
| ------------------------ | ------------------------------ | -------- | ---- | -------------- | ---------------- | -------------------------------- |
| 習近平                   |                                | 中国     | 72歳 | 2013年3月14日  | 中国共産党       | 中国共産党中央委員会総書記       |
| 習近平                   | 中国共産党中央軍事委員会主席   | 中国     | 72歳 | 2013年3月14日  | 中国共産党       |                                  |
| 金正恩                   |                                | 北朝鮮   | 41歳 | 2016年6月29日  | 朝鮮労働党       | 朝鮮労働党総書記                 |
| 金正恩                   | 朝鮮労働党中央軍事委員会委員長 | 北朝鮮   | 41歳 | 2016年6月29日  | 朝鮮労働党       |                                  |
| 金正恩                   | 朝鮮武力最高司令官             | 北朝鮮   | 41歳 | 2016年6月29日  | 朝鮮労働党       |                                  |
| ミゲル・ディアス＝カネル |                                | キューバ | 65歳 | 2019年10月10日 | キューバ共産党   | キューバ共産党中央委員会第一書記 |
| トーンルン・シースリット |                                | ラオス   | 79歳 | 2021年3月22日  | ラオス人民革命党 | ラオス人民革命党中央委員会書記長 |
| ルオン・クオン           |                                | ベトナム | 67歳 | 2024年10月21日 | ベトナム共産党   | ベトナム共産党書記局常務         |

## 各国の名称
- アメリカ合衆国 - 合衆国大統領（英: President of the United States of America）
- アイスランド - アイスランド大統領（アイスランド語: Forseti Íslands）
- アイルランド - アイルランド大統領（アイルランド語: Uachtarán na hÉireann）
- ドイツ - 連邦大統領（独: Bundespräsident）
  - ドイツの国家元首一覧も参照。
- コロンビア - コロンビア共和国大統領（西: Presidente de la República de Colombia）
- スイス - 連邦大統領（独: Bundespräsident, 仏: Président de la Confédération, 伊: Presidente della Confederazione, ロマンシュ語: Presidenta da la confederaziun） - 国家元首である連邦参事会の議長。
- オーストリア - 連邦大統領（独: Bundespräsident）
- フランス - 共和国大統領（仏: Président de la République）
  - フランスの大統領も参照。
- イタリア - 共和国大統領（伊: Presidente della Repubblica Italiana）
- フィリピン - フィリピン大統領（Pangulo ng Pilipinas, 英: President of the Philippines）
- ブラジル - ブラジル連邦共和国大統領（ポルトガル語: Presidência da República Federativa do Brasil）
- ロシア連邦 - ロシア連邦大統領（露: Президент России）。
- 中華民国 - 中華民国総統（繁: 中華民國總統）
- 大韓民国 - 大韓民国大統領（朝: 대한민국 대통령）
- メキシコ - メキシコ合衆国大統領（西: Presidente Constitucional de los Estados Unidos Mexicanos）
- ギリシャ - ギリシャ共和国大統領（希: Προέδρων της Ελληνικής Δημοκρατίας）
- スロベニア - 共和国大統領（スロベニア語: Predsednik Republike Slovenije）
- アラブ首長国連邦 - アラブ首長国連邦大統領

## 比喩的用法
日常会話や芝居の掛け声において、相手を持ち上げる目的で「立役者」の意味で用いる場合がある。